# Rally di Svezia 2019
Il Rally di Svezia 2019, ufficialmente denominato 67th Rally Sweden, è stata la seconda prova del campionato del mondo rally 2019 nonché la sessantasettesima edizione del Rally di Svezia e la quarantatreesima con valenza mondiale. La manifestazione si è svolta dal 14 al 17 febbraio sugli sterrati innevati che attraversano le foreste della contea di Värmland; le prove speciali si svolsero principalmente nel territorio attorno alla città di Torsby, base principale del rally e sede del parco assistenza, con anche degli sconfinamenti in Norvegia e la disputa della prova super speciale inaugurale a Karlstad, città sulla sponda nord del lago Vänern.
L'evento è stato vinto dall'estone Ott Tänak, navigato dal connazionale Martin Järveoja, al volante di una Toyota Yaris WRC della squadra ufficiale Toyota Gazoo Racing WRT, davanti alla coppia finlandese formata da Esapekka Lappi e Janne Ferm, su Citroën C3 WRC del team Citroën Total WRT, e a quella belga composta da Thierry Neuville e Nicolas Gilsoul su Hyundai i20 Coupe WRC della scuderia Hyundai Shell Mobis WRT.
I norvegesi Mads Østberg e Torstein Eriksen, su Citroën C3 R5 della squadra Citroën Total, hanno invece conquistato la vittoria nella categoria WRC-2 Pro, mentre il connazionale Ole Christian Veiby e lo svedese Jonas Andersson hanno vinto la classe WRC-2, alla guida di una Volkswagen Polo GTI R5. In Svezia si disputava anche la prova inaugurale del campionato Junior WRC, che ha visto vincere la coppia svedese composta da Tom Kristensson e Henrik Appelskog su Ford Fiesta R2.

## Risultati

### Classifica
| Pos.       | Nº       | Pilota               | Co-pilota           | Auto                   | Squadra                  | Classe          | Tempo     | Distacco | Punti    |
| Generale   | Generale | Generale             | Generale            | Generale               | Generale                 | Generale        | Generale  | Generale | Generale |
| ---------- | -------- | -------------------- | ------------------- | ---------------------- | ------------------------ | --------------- | --------- | -------- | -------- |
| 1.         | 8        | Ott Tänak            | Martin Järveoja     | Toyota Yaris WRC       | Toyota Gazoo Racing WRT  | WRC             | 2h47'30"0 |          | 30       |
| 2.         | 4        | Esapekka Lappi       | Janne Ferm          | Citroën C3 WRC         | Citroën Total WRT        | WRC             | 2h48'23"7 | +53"7    | 19       |
| 3.         | 11       | Thierry Neuville     | Nicolas Gilsoul     | Hyundai i20 Coupe WRC  | Hyundai Shell Mobis WRT  | WRC             | 2h48'26"7 | +56"7    | 19       |
| 4.         | 89       | Andreas Mikkelsen    | Anders Jæger        | Hyundai i20 Coupe WRC  | Hyundai Shell Mobis WRT  | WRC             | 2h48'35"4 | +1'05"4  | 12       |
| 5.         | 33       | Elfyn Evans          | Scott Martin        | Ford Fiesta WRC        | M-Sport Ford WRT         | WRC             | 2h48'38"2 | +1'08"2  | 13       |
| 6.         | 5        | Kris Meeke           | Sebastian Marshall  | Toyota Yaris WRC       | Toyota Gazoo Racing WRT  | WRC             | 2h49'08"8 | +1'38"8  | 8        |
| 7.         | 19       | Sébastien Loeb       | Daniel Elena        | Hyundai i20 Coupe WRC  | Hyundai Shell Mobis WRT  | WRC             | 2h49'19"7 | +1'49"7  | 6        |
| 8.         | 7        | Pontus Tidemand      | Ola Fløene          | Ford Fiesta WRC        | M-Sport Ford WRT         | WRC             | 2h51'07"7 | +3'37"7  | 4        |
| 9.         | 42       | Ole Christian Veiby  | Jonas Andersson     | Volkswagen Polo GTI R5 | -                        | RC2 / WRC-2     | 2h54'04"0 | +6'34"0  | 2        |
| 10.        | 92       | Janne Tuohino        | Mikko Markkula      | Ford Fiesta WRC        | -                        | WRC             | 2h55'51"4 | +8'21"4  | 1        |
| ...        | ...      | ...                  | ...                 | ...                    | ...                      | ...             | ...       | ...      | ...      |
| 29.        | 1        | Sébastien Ogier      | Julien Ingrassia    | Citroën C3 WRC         | Citroën Total WRT        | WRC             | 3h11'49"0 | +24'19"8 | 2        |
| WRC-2 Pro  |          |                      |                     |                        |                          |                 |           |          |          |
| 1. (11.)   | 21       | Mads Østberg         | Torstein Eriksen    | Citroën C3 WRC         | Citroën Total            | RC2 / WRC-2 Pro | 2h55'54"5 |          | 25       |
| 2. (18.)   | 25       | Kalle Rovanperä      | Jonne Halttunen     | Škoda Fabia R5         | Škoda Motorsport         | RC2 / WRC-2 Pro | 2h59'13"7 | +3'19"2  | 18       |
| 3. (19.)   | 34       | Gus Greensmith       | Elliott Edmondson   | Ford Fiesta R5         | M-Sport Ford WRT         | RC2 / WRC-2 Pro | 3h00'43"4 | +4'48"9  | 15       |
| 4. (50.)   | 35       | Łukasz Pieniążek     | Kamil Heller        | Ford Fiesta R5         | M-Sport Ford WRT         | RC2 / WRC-2 Pro | 3h52'56"7 | +57'02"2 | 12       |
| WRC-2      |          |                      |                     |                        |                          |                 |           |          |          |
| 1. (9.)    | 42       | Ole Christian Veiby  | Jonas Andersson     | Volkswagen Polo GTI R5 | -                        | RC2 / WRC-2     | 2h54'04"0 |          | 25       |
| 2. (12.)   | 48       | Emil Lindholm        | Mikael Korhonen     | Volkswagen Polo GTI R5 | -                        | RC2 / WRC-2     | 2h56'07"5 | +2'03"5  | 18       |
| 3. (13.)   | 47       | Johan Kristoffersson | Stig Rune Skjærmoen | Volkswagen Polo GTI R5 | -                        | RC2 / WRC-2     | 2h56'23"6 | +2'19"6  | 15       |
| 4. (14.)   | 45       | Emil Bergkvist       | Patrik Barth        | Ford Fiesta R5         | -                        | RC2 / WRC-2     | 2h56'32"8 | +2'28"8  | 12       |
| 5. (15.)   | 44       | Nikolaj Grjazin      | Jaroslav Fëdorov    | Škoda Fabia R5         | -                        | RC2 / WRC-2     | 2h57'08"4 | +3'04"4  | 10       |
| 6. (16.)   | 93       | Eyvind Brynildsen    | Veronica Engan      | Škoda Fabia R5         | -                        | RC2 / WRC-2     | 2h58'38"3 | +4'34"3  | 8        |
| 7. (17.)   | 43       | Henning Solberg      | Ilka Minor          | Škoda Fabia R5         | -                        | RC2 / WRC-2     | 2h58'39"5 | +4'35"5  | 6        |
| 8. (22.)   | 50       | Patrik Flodin        | Göran Bergsten      | Škoda Fabia R5         | -                        | RC2 / WRC-2     | 3h03'10"1 | +9'06"1  | 4        |
| 9. (24.)   | 51       | Mattias Monelius     | Nicklas Edvardsson  | Škoda Fabia R5         | -                        | RC2 / WRC-2     | 3h06'07"7 | +12'03"7 | 2        |
| 10. (25.)  | 55       | Rhys Yates           | James Morgan        | Škoda Fabia R5         | -                        | RC2 / WRC-2     | 3h03'53"4 | +12'49"4 | 1        |
| Junior WRC |          |                      |                     |                        |                          |                 |           |          |          |
| 1. (30.)   | 74       | Tom Kristensson      | Henrik Appelskog    | Ford Fiesta R2T        | -                        | RC4 / JWRC      | 3h14'49"8 |          | 26       |
| 2. (31.)   | 75       | Roland Poom          | Ken Järveoja        | Ford Fiesta R2T        | -                        | RC4 / JWRC      | 3h16'20"1 | +1'31"2  | 18       |
| 3. (33.)   | 78       | Jan Solans           | Mauro Barreiro      | Ford Fiesta R2T        | Rally Team Spain         | RC4 / JWRC      | 3h18'58"1 | +4'09"2  | 16       |
| 4. (34.)   | 77       | Tom Williams         | Phil Hall           | Ford Fiesta R2T        | -                        | RC4 / JWRC      | 3h21'42"3 | +6'53"4  | 12       |
| 5. (35.)   | 83       | Sean Johnston        | Alexander Kihurani  | Ford Fiesta R2T        | -                        | RC4 / JWRC      | 3h26'32"0 | +11'43"1 | 10       |
| 6. (37.)   | 76       | Mārtiņš Sesks        | Krišjanis Caune     | Ford Fiesta R2T        | LMT Autosporta Akadēmija | RC4 / JWRC      | 3h28'09"8 | +13'20"9 | 11       |
| 7. (39.)   | 81       | Enrico Oldrati       | Elia De Guio        | Ford Fiesta R2T        | -                        | RC4 / JWRC      | 3h31'12"7 | +16'23"8 | 7        |
| 8. (42.)   | 71       | Dennis Rådström      | Johan Johansson     | Ford Fiesta R2T        | -                        | RC4 / JWRC      | 3h38'20"0 | +23'31"1 | 16       |
| 9. (43.)   | 82       | Fabrizio Zaldivar    | Fernando Mussano    | Ford Fiesta R2T        | -                        | RC4 / JWRC      | 3h38'35"9 | +23'47"0 | 2        |
| 10. (44.)  | 72       | Ken Torn             | Kuldar Sikk         | Ford Fiesta R2T        | OT Racing                | RC4 / JWRC      | 3h38'48"9 | +24'00"0 | 3        |

Legenda
| Icona     | Note                                                                                 |
| --------- | ------------------------------------------------------------------------------------ |
| WRC       | Equipaggio di classe WRC che può conquistare punti per il campionato costruttori     |
| WRC       | Equipaggio di classe WRC che non può conquistare punti per il campionato costruttori |
| WRC-2 Pro | Equipaggio registrato al campionato WRC-2 Pro                                        |
| WRC-2     | Equipaggio registrato al campionato WRC-2                                            |
| JWRC      | Equipaggio registrato al campionato Junior WRC                                       |
|           | Ulteriori classificazioni                                                            |

### Prove speciali
| Frazione            | Prova | Ora   | Nome                   | Lunghezza | Vincitori                         | Tempo   | Leader del rally                  |
| ------------------- | ----- | ----- | ---------------------- | --------- | --------------------------------- | ------- | --------------------------------- |
| Frazione 1 (14 Feb) | PS1   | 20:08 | SSS Karlstad 1         | 1,90 km   | Thierry Neuville Nicolas Gilsoul  | 1'34"9  | Thierry Neuville Nicolas Gilsoul  |
| Frazione 2 (15 Feb) | PS2   | 07:55 | Hof-Finnskog 1         | 21,26 km  | Ott Tänak Martin Järveoja         | 10'09"1 | Ott Tänak Martin Järveoja         |
| Frazione 2 (15 Feb) | PS3   | 09:08 | Svullrya 1             | 24,88 km  | Teemu Suninen Marko Salminen      | 12'47"0 | Ott Tänak Martin Järveoja         |
| Frazione 2 (15 Feb) | PS4   | 09:59 | Röjden 1               | 18,10 km  | Ott Tänak Martin Järveoja         | 8'42"5  | Ott Tänak Martin Järveoja         |
| Frazione 2 (15 Feb) | PS5   | 13:54 | Hof-Finnskog 2         | 21,26 km  | Elfyn Evans Scott Martin          | 10'02"8 | Jari-Matti Latvala Miikka Anttila |
| Frazione 2 (15 Feb) | PS6   | 15:17 | Svullrya 2             | 24,88 km  | Teemu Suninen Marko Salminen      | 12'43"9 | Teemu Suninen Marko Salminen      |
| Frazione 2 (15 Feb) | PS7   | 16:08 | Röjden 2               | 18,10 km  | Elfyn Evans Scott Martin          | 8'41"7  | Teemu Suninen Marko Salminen      |
| Frazione 2 (15 Feb) | PS8   | 17:14 | Torsby 1               | 8,93 km   | Jari Huttunen Antti Linnaketo     | 5'50"0  | Teemu Suninen Marko Salminen      |
| Frazione 3 (16 Feb) | PS9   | 07:44 | Rämmen 1               | 23,13 km  | Jari-Matti Latvala Miikka Anttila | 11'23"1 | Ott Tänak Martin Järveoja         |
| Frazione 3 (16 Feb) | PS10  | 08:35 | Hagfors 1              | 23,40 km  | Sébastien Ogier Julien Ingrassia  | 12'33"1 | Ott Tänak Martin Järveoja         |
| Frazione 3 (16 Feb) | PS11  | 09:37 | Vargåsen 1             | 14,21 km  | Sébastien Ogier Julien Ingrassia  | 8'14"9  | Ott Tänak Martin Järveoja         |
| Frazione 3 (16 Feb) | PS12  | 13:02 | Rämmen 2               | 23,13 km  | Ott Tänak Martin Järveoja         | 11'21"4 | Ott Tänak Martin Järveoja         |
| Frazione 3 (16 Feb) | PS13  | 13:53 | Hagfors 2              | 23,40 km  | Ott Tänak Martin Järveoja         | 12'36"8 | Ott Tänak Martin Järveoja         |
| Frazione 3 (16 Feb) | PS14  | 15:08 | Vargåsen 2             | 14.21 km  | Sébastien Ogier Julien Ingrassia  | 8'20"1  | Ott Tänak Martin Järveoja         |
| Frazione 3 (16 Feb) | PS15  | 17:45 | SSS Karlstad 2         | 1,90 km   | Ott Tänak Martin Järveoja         | 1'36"0  | Ott Tänak Martin Järveoja         |
| Frazione 3 (16 Feb) | PS16  | 19:30 | Torsby Sprint          | 2,80 km   | Thierry Neuville Nicolas Gilsoul  | 1'56"8  | Ott Tänak Martin Järveoja         |
| Frazione 4 (17 Feb) | PS17  | 07:50 | Likenäs 1              | 21,19 km  | Jari-Matti Latvala Miikka Anttila | 11'06"3 | Ott Tänak Martin Järveoja         |
| Frazione 4 (17 Feb) | PS18  | 09:51 | Likenäs 2              | 21,19 km  | Elfyn Evans Scott Martin          | 11'22"0 | Ott Tänak Martin Järveoja         |
| Frazione 4 (17 Feb) | PS19  | 12:18 | Torsby 2 (power stage) | 8,93 km   | Ott Tänak Martin Järveoja         | 5'15"1  | Ott Tänak Martin Järveoja         |

### Power stage
PS19: Torsby 2 di 8,93 km, disputatasi domenica 17 febbraio 2019 alle ore 12:18 (UTC+1).
| Pos. | No. | Pilota           | Co-pilota        | Auto                  | Classe | Tempo  | Distacco | Punti |
| ---- | --- | ---------------- | ---------------- | --------------------- | ------ | ------ | -------- | ----- |
| 1    | 8   | Ott Tänak        | Martin Järveoja  | Toyota Yaris WRC      | WRC    | 5'15"1 |          | 5     |
| 2    | 11  | Thierry Neuville | Nicolas Gilsoul  | Hyundai i20 Coupe WRC | WRC    | 5'18"6 | +3"5     | 4     |
| 3    | 33  | Elfyn Evans      | Scott Martin     | Ford Fiesta WRC       | WRC    | 5'19"5 | +4"4     | 3     |
| 4    | 1   | Sébastien Ogier  | Julien Ingrassia | Citroën C3 WRC        | WRC    | 5'19"7 | +4"6     | 2     |
| 5    | 4   | Esapekka Lappi   | Janne Ferm       | Citroën C3 WRC        | WRC    | 5'20"0 | +4"9     | 1     |

## Classifiche mondiali
Classifica piloti
| Pos. | Pos. | Pilota              | Punti |
| ---- | ---- | ------------------- | ----- |
| 1    | 2    | Ott Tänak           | 47    |
| 2    |      | Thierry Neuville    | 40    |
| 3    | 2    | Sébastien Ogier     | 31    |
| 4    |      | Kris Meeke          | 21    |
| 5    | N    | Esapekka Lappi      | 19    |
| 6    | 1    | Sébastien Loeb      | 18    |
| 7    | N    | Elfyn Evans         | 13    |
| 8    | N    | Andreas Mikkelsen   | 12    |
| 9    | 3    | Jari-Matti Latvala  | 10    |
| 10   | 3    | Gus Greensmith      | 6     |
| 11   | N    | Pontus Tidemand     | 4     |
| 12   | 4    | Yoann Bonato        | 4     |
| 13   | N    | Ole Christian Veiby | 2     |
| 14   | 5    | Stéphane Sarrazin   | 2     |
| 15   | 5    | Adrien Fourmaux     | 1     |
| 16   | N    | Janne Tuohino       | 1     |
| 17   | 6    | Teemu Suninen       | 1     |

Classifica co-piloti
| Pos. | Pos. | Co-pilota              | Punti |
| ---- | ---- | ---------------------- | ----- |
| 1    | 2    | Martin Järveoja        | 47    |
| 2    |      | Nicolas Gilsoul        | 40    |
| 3    | 2    | Julien Ingrassia       | 31    |
| 4    |      | Sebastian Marshall     | 21    |
| 5    | N    | Janne Ferm             | 19    |
| 6    | 1    | Daniel Elena           | 18    |
| 7    | N    | Scott Martin           | 13    |
| 8    | N    | Anders Jæger           | 12    |
| 9    | 3    | Miikka Anttila         | 10    |
| 10   | 3    | Elliott Edmondson      | 6     |
| 11   | N    | Ola Fløene             | 4     |
| 12   | 4    | Benjamin Boulloud      | 4     |
| 13   | N    | Jonas Andersson        | 2     |
| 14   | 5    | Jacques-Julien Renucci | 2     |
| 15   | 5    | Renaud Jamoul          | 1     |
| 16   | N    | Mikko Markkula         | 1     |
| 17   | 6    | Marko Salminen         | 1     |

Classifica costruttori
| Pos. | Pos. | Squadra                 | Punti |
| ---- | ---- | ----------------------- | ----- |
| 1    | 2    | Toyota Gazoo Racing WRT | 58    |
| 2    | 1    | Hyundai Shell Mobis WRT | 57    |
| 3    | 1    | Citroën Total WRT       | 47    |
| 4    |      | M-Sport Ford WRT        | 30    |